# دستمال سفره

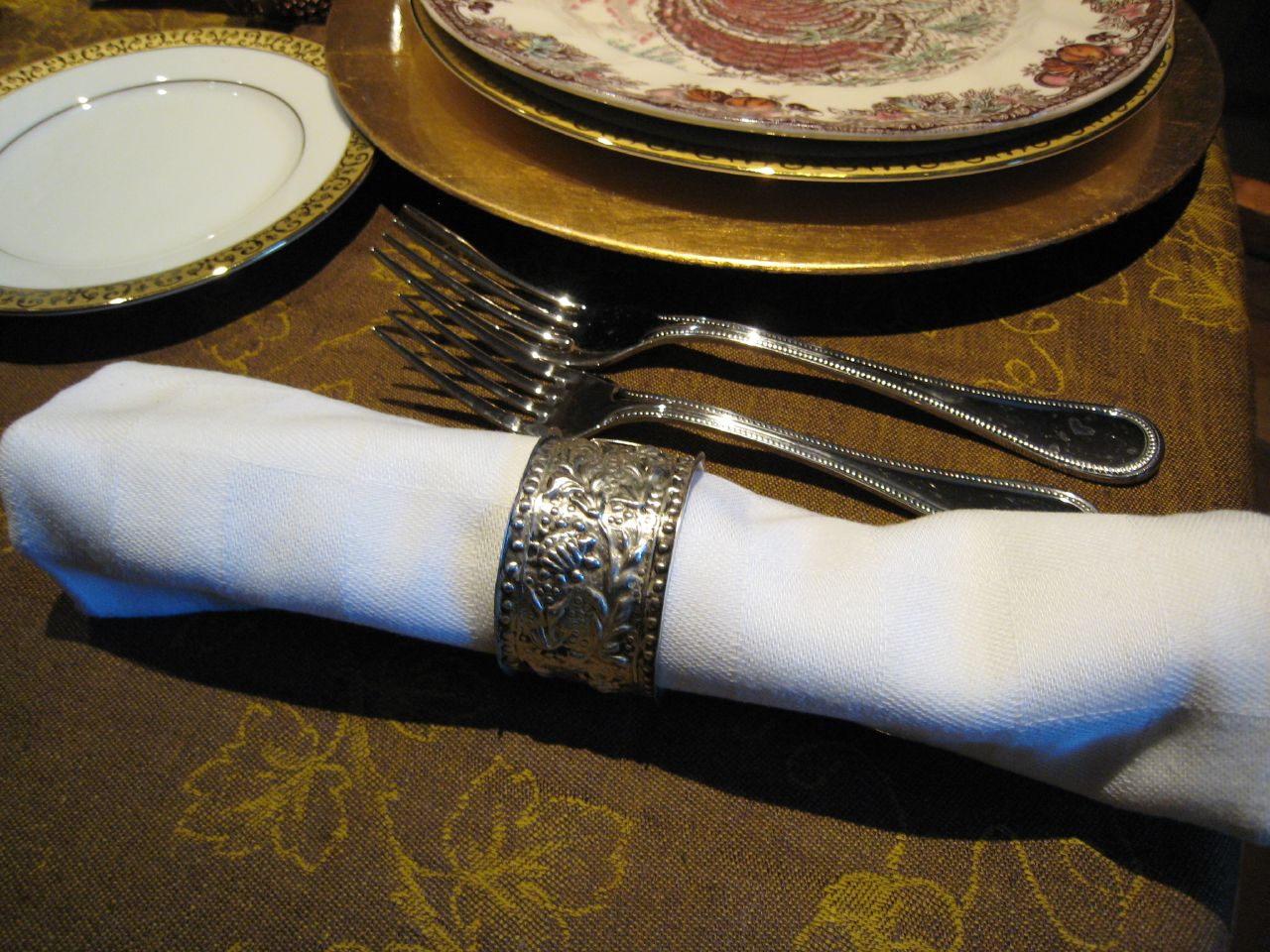
دستمال سفره تا شده درون حلقه تزئینی

دستمال سفره (انگلیسی: Napkin)، دستمال پارچه‌ای مستطیل شکلی است که بر روی میز غذا خوری گذاشته می‌شود و از آن برای پاک کردن دهان و انگشتان استفاده می‌گردد. دستمال سفره معمولاً به صورت کوچک و تا شده و در طرح‌های پیچیده و متنوع روی میز قرار داده می‌شود.